# Edouard Bilmeyer
Edouard Bilmeyer (Antwerpen, 19 september 1883 - aldaar, 17 april 1948) was een Vlaams architect.

## Leven

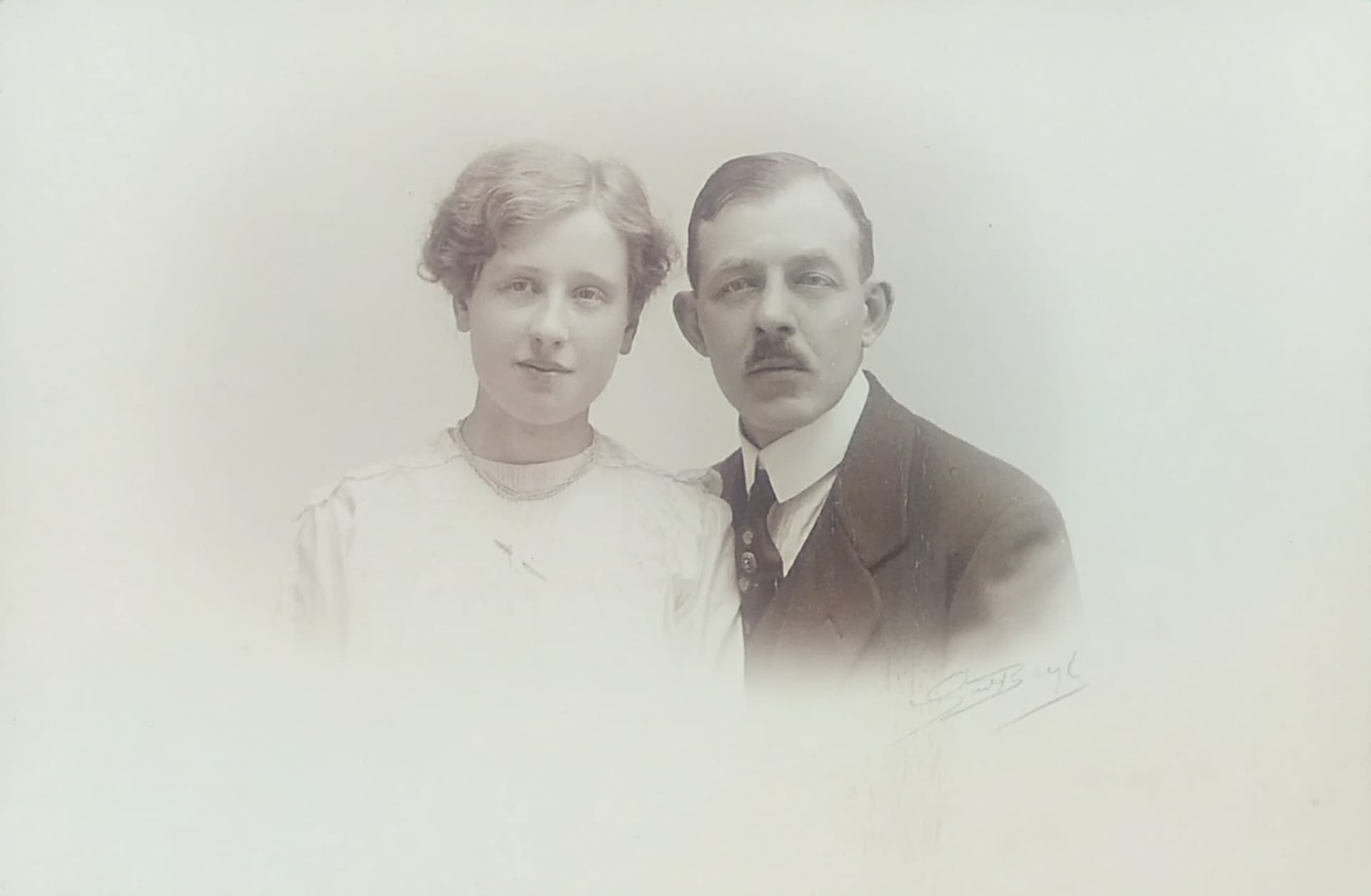
Edouard Bilmeyer met Gabrielle De Preter

Bilmeyer was een zoon van Jules Bilmeyer. Van 1906 tot juli 1912 verbleef hij in de Verenigde Staten, waar hij werkte voor plantenkwekerij Bobbink & Atkins te East-Rutherford, New Jersey. Na zijn terugkeer trad E Bilmeyer in het huwelijk met Gabrielle De Preter. Uit dit huwelijk werden negen kinderen geboren. Een van de kinderen Julien Bilmeyer oefende ook het beroep van architect uit. De vierde generatie wordt vertegenwoordigd door architect Filip Jacobs (architect @ www.staut.net), kleinzoon van Edouard. Na zijn terugkeer uit de VS begon Edouard vanaf 1912 zijn beroepsloopbaan als architect, onder andere in het atelier van vader Jules. Later werkte hij samen met architect H. Claes. Tijdens de Tweede Wereldoorlog was hij actief als architect bij de Stad Antwerpen.

## Werken
Lijst met woningen & gebouwen ontworpen of verbouwd door Edouard Bilmeyer:
- Renovatie & verbouwing Hof Van Veltwijck te Ekeren (anno 1929) in samenwerking met Henri Claes
- Appartementsgebouw op de hoek van de Kammenstraat en de Everdijstraat (Antwerpen)
- Appartementsgebouw op de hoek van de Lange Lozanastraat en Harmoniestraat (Antwerpen)
- Appartementsgebouw in de Quellinstraat 56 (Antwerpen)
- Lokaal Werkersbond St. Andries in de Nationalestraat 109 (Antwerpen) (vermoedelijk niet meer bewaard)
- Werken aan het Godshuis Bontwerkerplaats in de Wolstraat (Antwerpen)
- Café en appartementen in de Arme Duivelstraat (Antwerpen)
- Carlton Hotel en kantoren Wagons-lits op de hoek van de Frankrijklei (nr. 38) en de Teniersplaats te Antwerpen. Naar een ontwerp van Jos de Lange, Frank Blockx, Edouard Bilmeyer en Henry Claes uit 1928 (thans Teniersbuilding).[1]
- St Jozef school en klooster te Heide-Kalmthout 1930
- Kerk van Eppegem (renovatie en heropbouw na brand)
- Een aantal gildehuizen te Antwerpen (renovatie)
- Stedelijke basisschool Ter Donk te Ekeren
- Sokkel voor het Heilig-Hartbeeld (door Jules Déchin) te Ekeren (Sint-Mariaburg).
- Verbouwing woning(interieur en erker) Ballaerstraat 19 te Antwerpen.

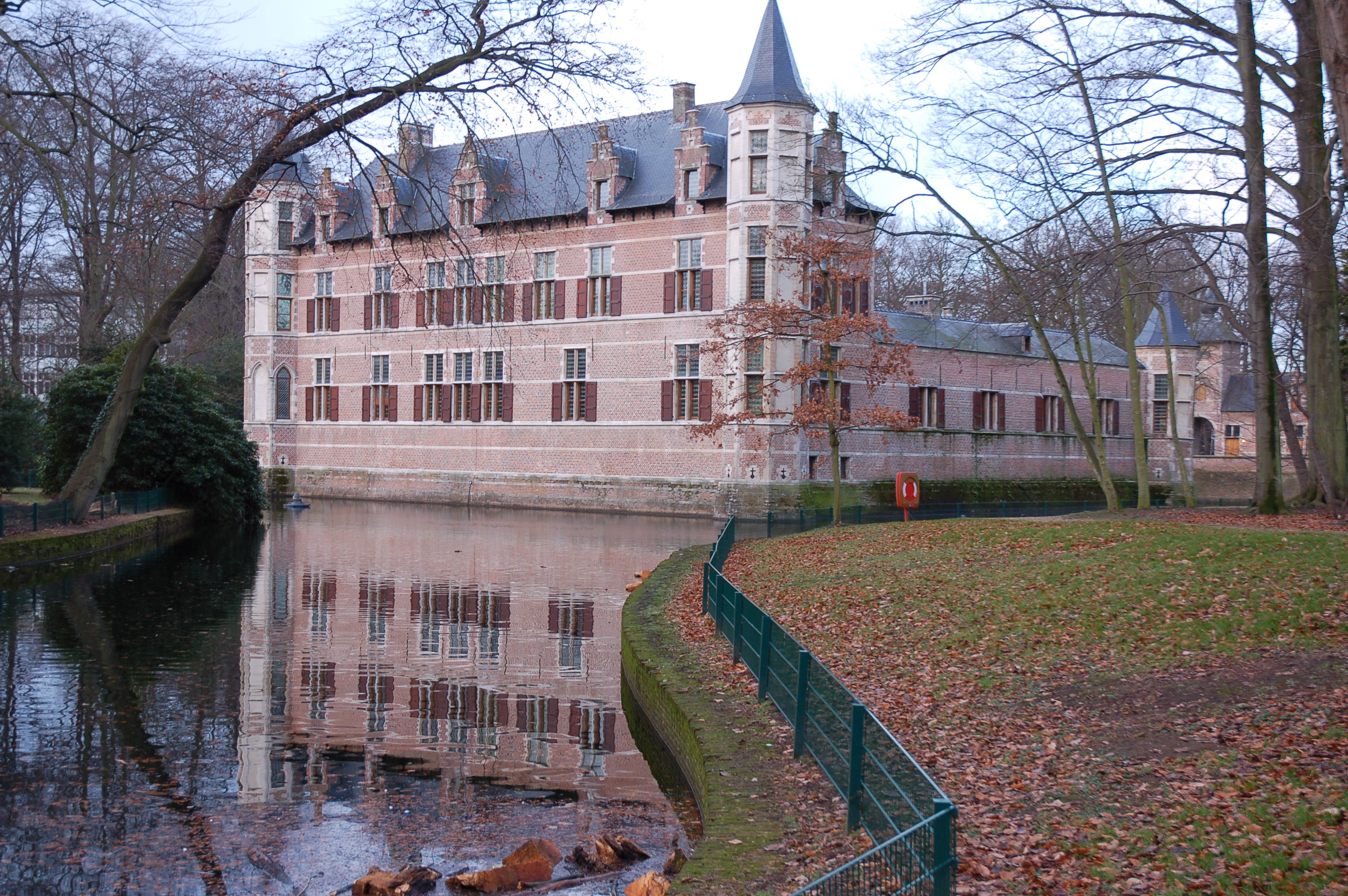
Hof van Veltwijck te Ekeren
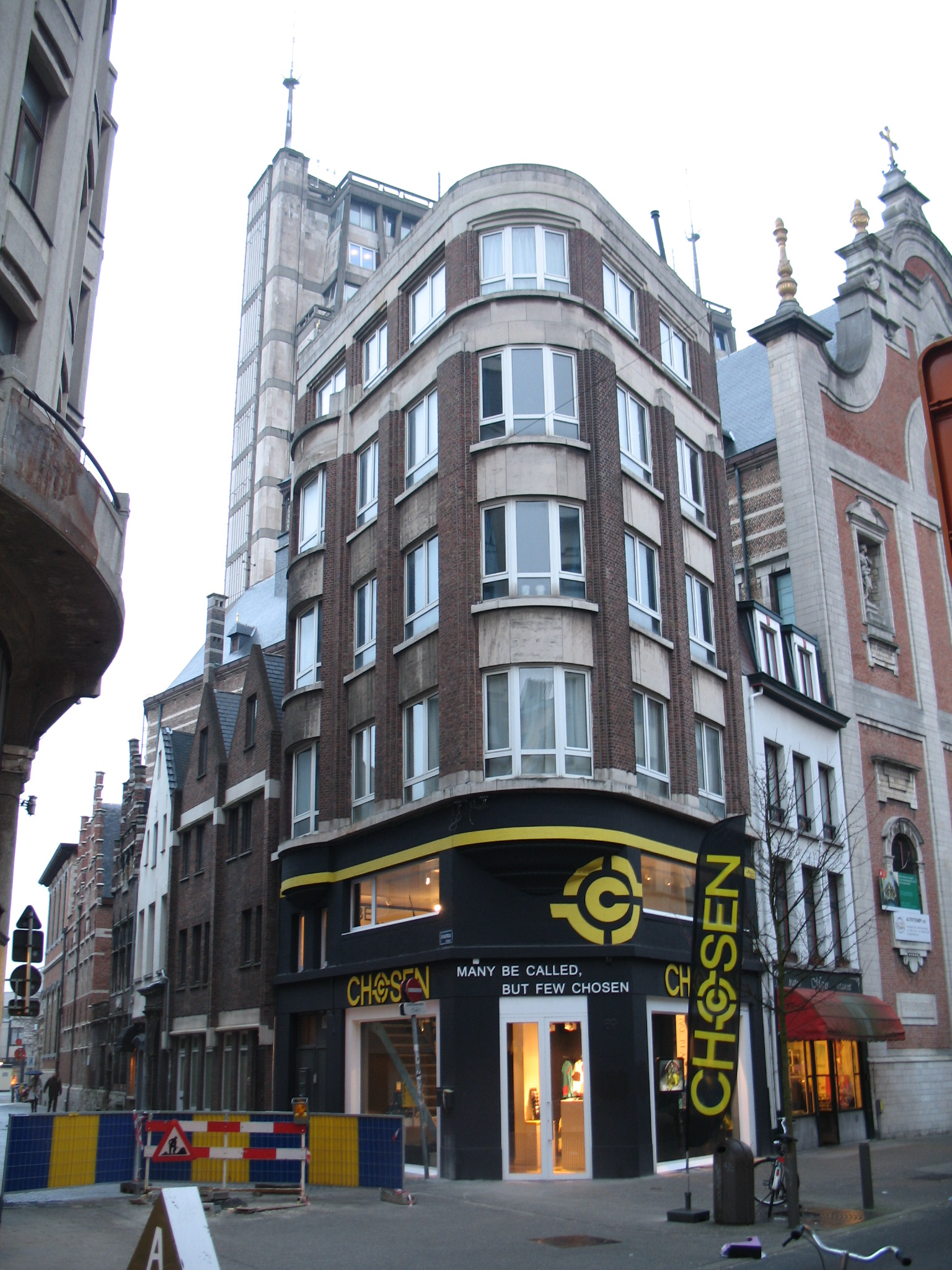
Appartementsgebouw op de hoek van de Kammenstraat en de Everdijstraat te Antwerpen
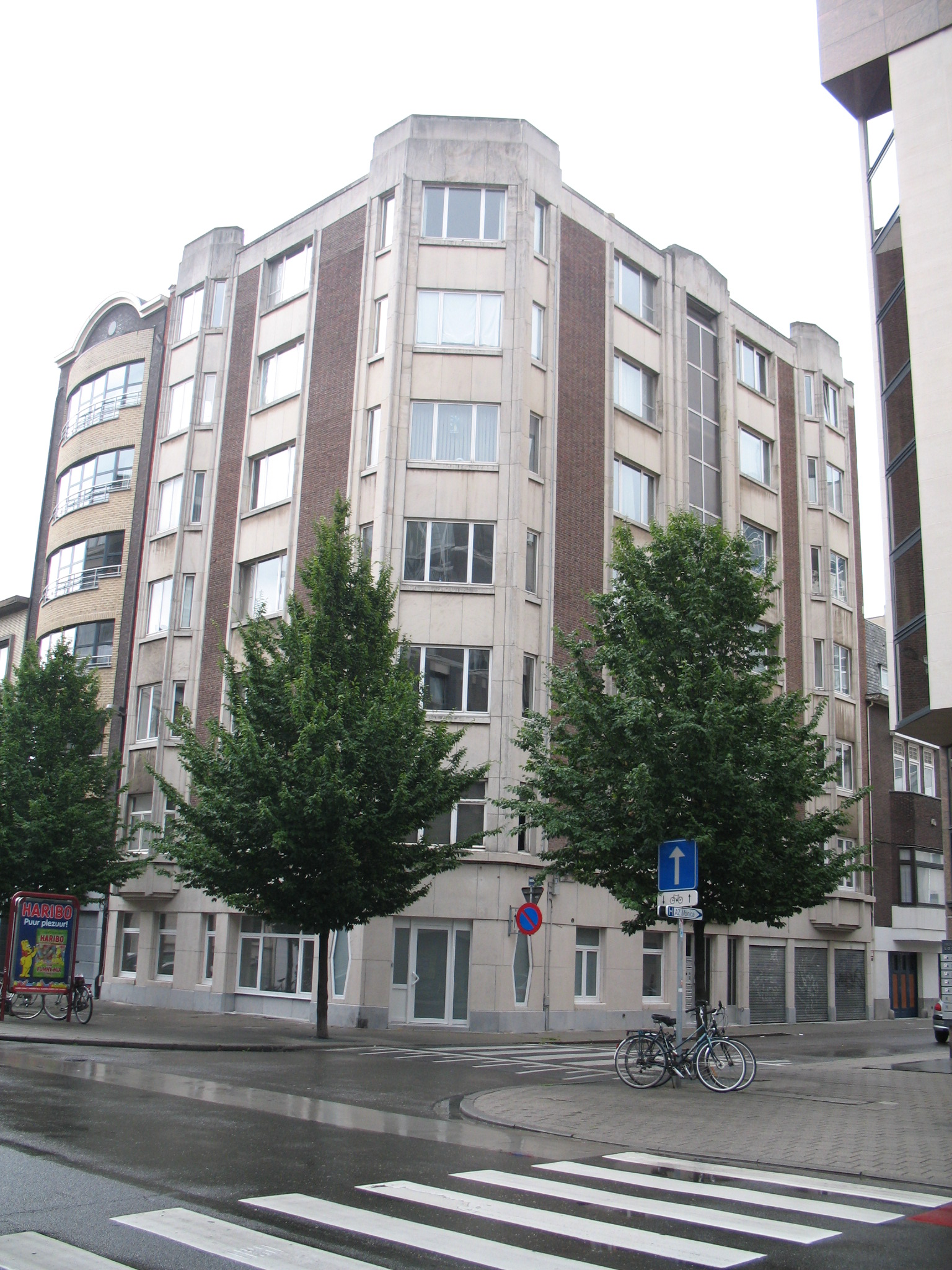
Appartementsgebouw op de hoek van de Lange Lozanastraat en de Harmoniestraat te Antwerpen
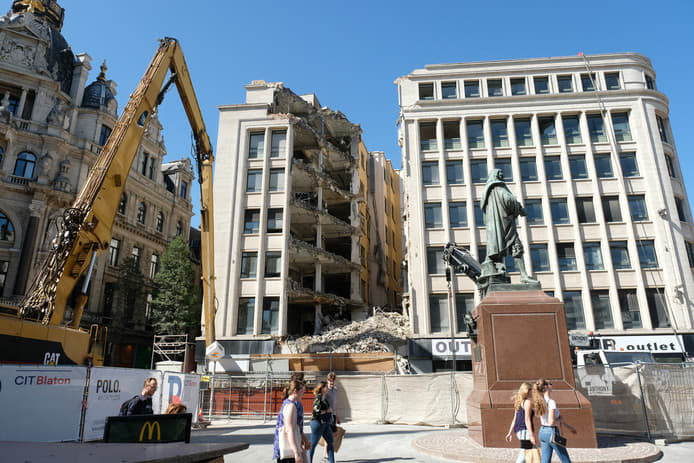
Hotel Carlton Teniersplaats nov architecten Ed. Bilmeyer, Claes, Blockx, Jos De Langhe
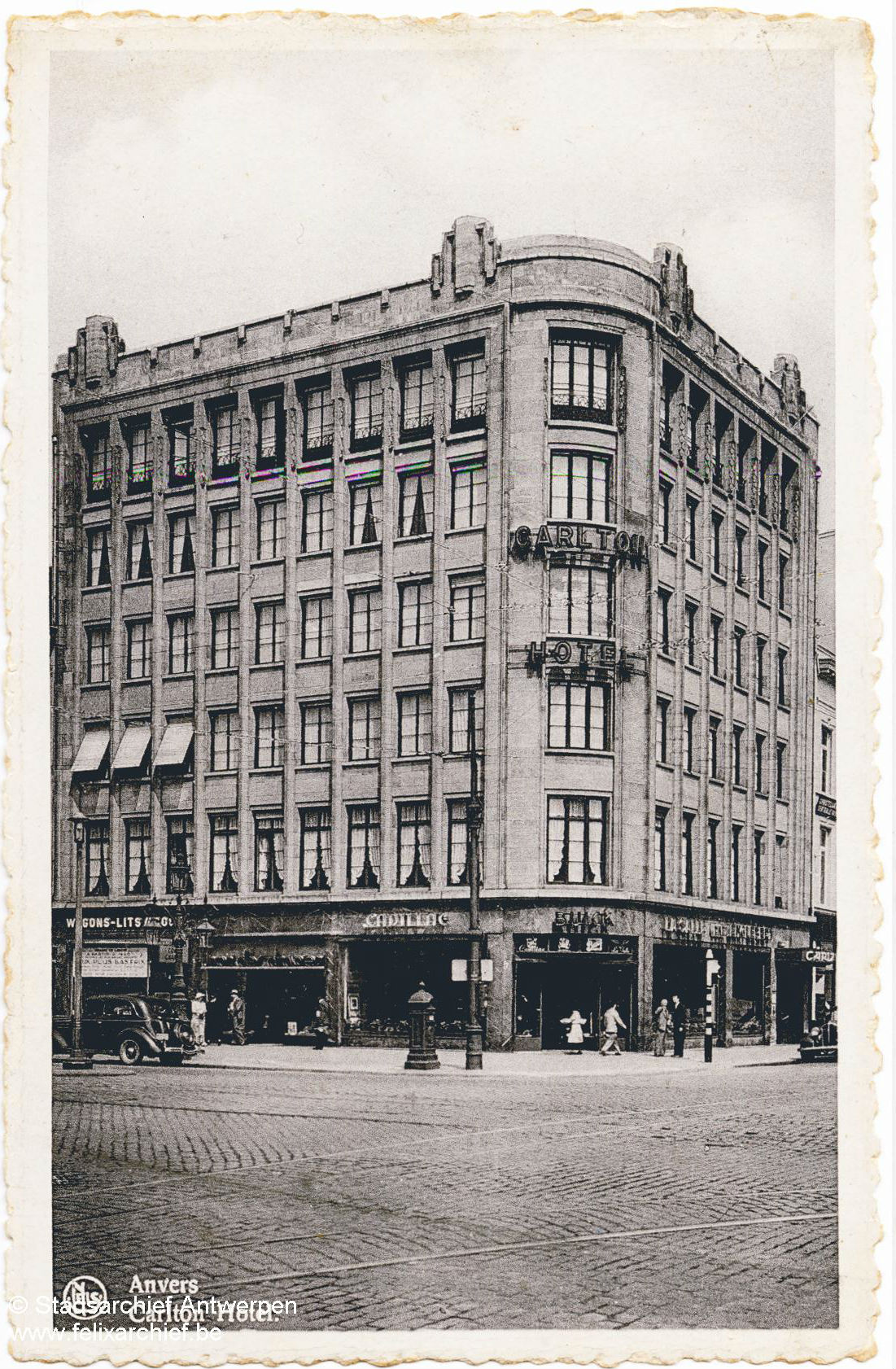
Hotel Carlton nov architecten Ed. Bilmeyer, Claes, Blockx, Jos De Langhe
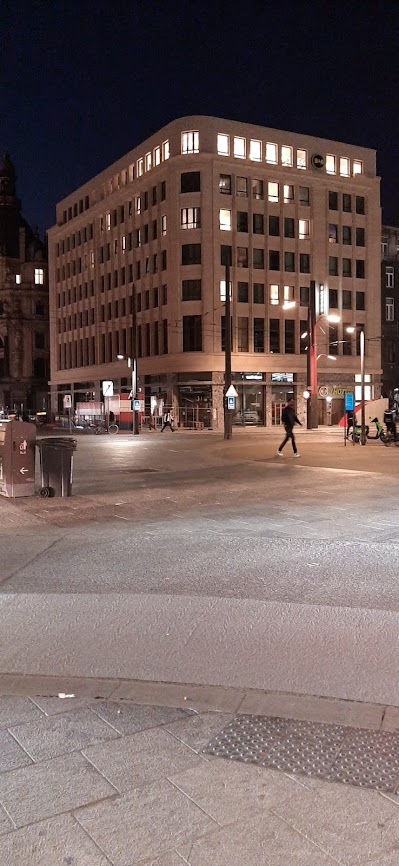
Herbouwd Hotel Carlton, 2021
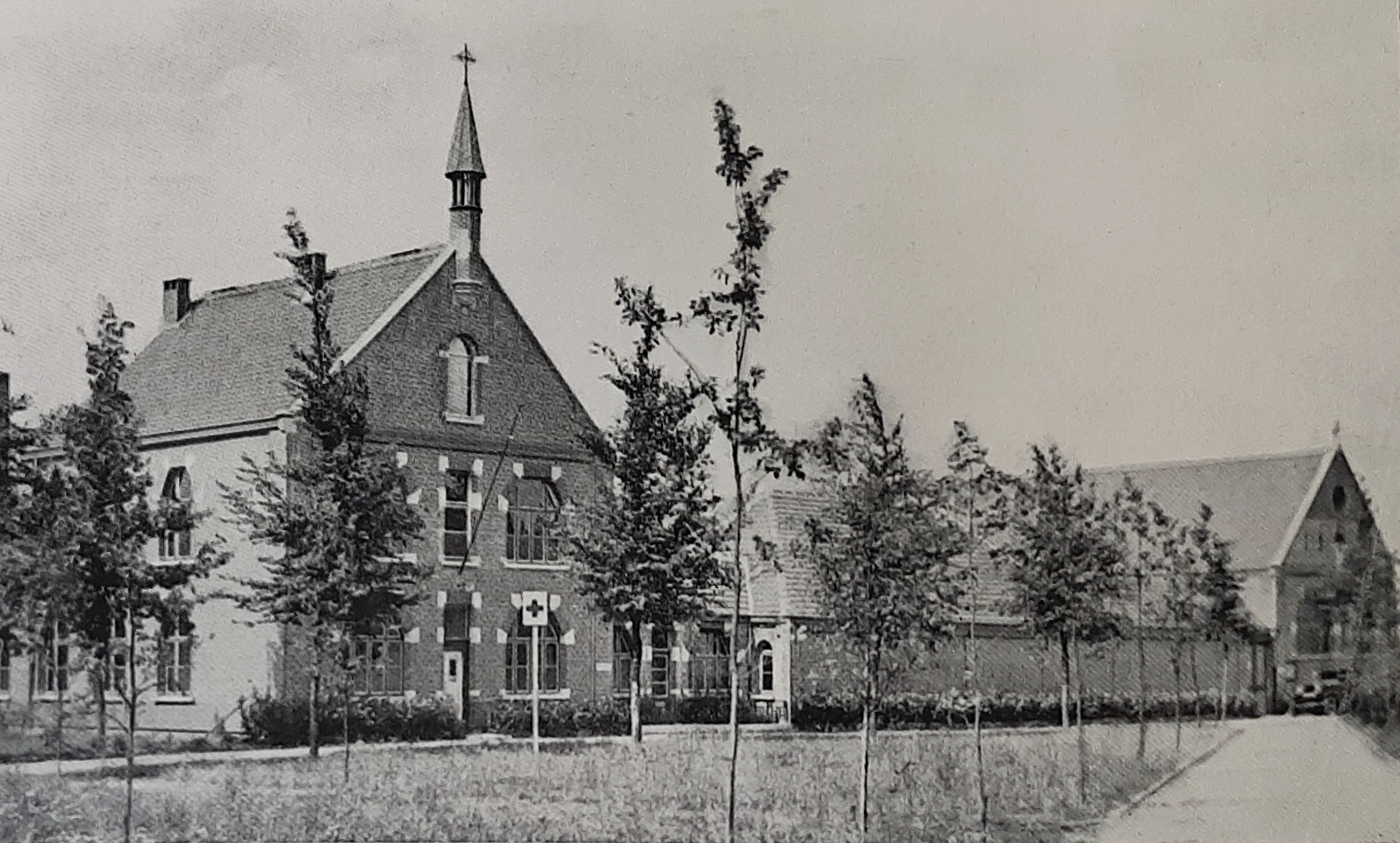
St Jozef School en Klooster Heidestatieplein, nov Ed.Bilmeyer & Claes. Bouwjaar 1930.